# Lambros Lambrou
Lambros Lambrou (Famagusta, Chipre, 9 de septiembre de 1977) es un futbolista internacional chipriota. Juega de defensa y su equipo actual es el Ermis Aradippou.

## Biografía
Lambros Lambrou, que actúa de defensa central, empezó su carrera profesional en el Ethnikos Achnas en 1997. Esa campaña disputó 17 partidos.
En la temporada 1998-99 milita en el Anorthosis Famagusta por primera vez. Allí conquista el título de Liga.
Al año siguiente regresa al Ethnikos Achnas. En 2006 el equipo consigue ganar la Copa Intertoto de la UEFA.
Ese mismo verano ficha por su actual club, el Anorthosis Famagusta. Con este equipo conquista una Copa de Chipre en 2007 y al año siguiente vuelve a ganar de nuevo una Liga. Después de eso el club realiza un hecho histórico al clasificarse para jugar la Liga de Campeones de la UEFA, siendo el primer equipo del país en conseguirlo.

## Selección nacional
Ha sido internacional con la Selección de fútbol de Chipre en 33 ocasiones. Su debut con la camiseta nacional se produjo en 2003.

## Clubes
| Club                 | País   | Año       |
| -------------------- | ------ | --------- |
| Ethnikos Achnas FC   | Chipre | 1997-1998 |
| Anorthosis Famagusta | Chipre | 1998-1999 |
| Ethnikos Achnas FC   | Chipre | 1999-2006 |
| Anorthosis Famagusta | Chipre | 2006-2009 |
| Ermis Aradippou      | Chipre | 2009-     |

## Títulos
- 2 Ligas de Chipre (Anorthosis Famagusta, 1999 y 2008)
- 1 Copa de Chipre (Anorthosis Famagusta, 2007)
- 2 Supercopas de Chipre (Anorthosis Famagusta, 1999 y 2007)
- 1 Copa Intertoto de la UEFA (Ethnikos Achnas, 2006)